# Slang World Tour
Slang World Tour – siódma trasa koncertowa grupy muzycznej Def Leppard, w jej trakcie odbyło się 125 koncertów.

## Program koncertów
1. "Gift of Flesh"
2. "Another Hit and Run"
3. "Rock!Rock!Till You Drop"
4. "Foolin'"
5. "Animal"
6. "All I Want is Everything"
7. "Have You Ever Needed Someone So Bad"
8. "Deliver Me"
9. "Hysteria"
10. "Work It Out"
11. "Slang"
12. "Bringin' On The Heartbreak"
13. "Switch 625"
14. "Two Step Behind" (akustyczna wersja)
15. "Photograph"
16. "Rocket"
17. "Armageddon It"
18. "Pour Some Sugar On Me"

Bisy:
1. "Love Bites"
2. "Let's Get Rocked"
3. "Rock of Ages"

## Lista koncertów
1. 9 maja 1996 – Los Angeles, Kalifornia, USA – UCLA Zeta Beta Tau Fraternity House
2. 12 maja 1996 – Burbank, Los Angeles, Kalifornia, USA – Mates Studios
3. 27 maja 1996 – Bangkok, Tajlandia – Hua Mark Indoor Stadium
4. 30 maja 1996 – Singapur – Singapore Indoor Stadium
5. 1 czerwca 1996 – Dżakarta, Indonezja – Jakarta Convention Center
6. 4 czerwca 1996 – Kuala Lumpur, Malezja – Stadium Negara
7. 6 czerwca 1996 – Manila, Filipiny – Folk Arts Theater
8. 8 czerwca 1996 – Seul, Korea Południowa – Olympic Park Gymnasium
9. 11 czerwca 1996 – Nagoja, Japonia – Nagoya Century Hall
10. 13 czerwca 1996 – Hiroszima, Japonia – Hiroshima Kōsei Nenkin Kaikan
11. 14 czerwca 1996 – Fukuoka, Japonia – Fukuoka Sunpalace
12. 17 czerwca 1996 – Osaka, Japonia – Osaka-jō Hall
13. 18 czerwca 1996 – Tokio, Japonia – Nippon Budōkan
14. 19 czerwca 1996 – Tokio, Japonia – Nippon Budōkan
15. 21 czerwca 1996 – Jokohama, Japonia – Yokohama Cultural Gymnasium
16. 22 czerwca 1996 – Sendai, Japonia – Sendai Sun Plaza
17. 26 czerwca 1996 – Kalamazoo, Michigan, USA – Wings Stadium
18. 28 czerwca 1996 – Cuyahoga Falls, Ohio, USA – Blossom Music Center
19. 29 czerwca 1996 – Noblesville, Indiana, USA – Deer Creek Music Center
20. 30 czerwca 1996 – Milwaukee, Wisconsin, USA – Marcus Amphitheater
21. 2 lipca 1996 – Cincinnati, Ohio, USA – Riverbend Music Center
22. 3 lipca 1996 – Columbus, Ohio, USA – Polaris Amphitheater
23. 5 lipca 1996 – Tinley Park, Illinois, USA – World Music Theatre
24. 6 lipca 1996 – Charlevoix, Michigan, USA – Castle Farms
25. 7 lipca 1996 – Clarkston, Michigan, USA – Pine Knob Music Theatre
26. 9 lipca 1996 – Burgettstown, Pensylwania, USA – Star Lake Amphitheatre
27. 10 lipca 1996 – Toronto, Kanada – Molson Amphitheatre
28. 12 lipca 1996 – Corfu, Nowy Jork, USA – Darien Lake
29. 13 lipca 1996 – Hartford, Connecticut, USA – Meadows Music Theatre
30. 14 lipca 1996 – Camden, New Jersey, USA – E-Center
31. 16 lipca 1996 – Mansfield, Massachusetts, USA – Great Woods
32. 17 lipca 1996 – Wantagh, Nowy Jork, USA – Jones Beach Amphitheater
33. 19 lipca 1996 – Middletown, Nowy Jork, USA – Orange County Fair
34. 20 lipca 1996 – Scranton, Pensylwania, USA – Toyota Pavilion at Montage Mountain
35. 21 lipca 1996 – Holmdel, New Jersey, USA – PNC Bank Arts Center
36. 23 lipca 1996 – Bristow, Wirginia, USA – Nissan Pavillion
37. 24 lipca 1996 – Virginia Beach, Wirginia, USA – Virginia Beach Amphitheatre
38. 26 lipca 1996 – Raleigh, Karolina Północna, USA – Walnut Creek Amphitheatre
39. 27 lipca 1996 – Charlotte, Karolina Północna, USA – Blockbuster Pavillion
40. 28 lipca 1996 – Pelham, Alabama, USA – Oak Mountain Amphitheatre
41. 30 lipca 1996 – St. Louis, Missouri, USA – Riverport Amphitheatre
42. 31 lipca 1996 – Little Rock, Arkansas, USA – Riverfront Amphitheatre
43. 2 sierpnia 1996 – Dallas, Teksas, USA – Starplex Amphitheatre
44. 3 sierpnia 1996 – Austin, Teksas, USA – South Park Meadows
45. 4 sierpnia 1996 – The Woodlands, Teksas, USA – Cynthia Woods Michelle Pavillion
46. 14 sierpnia 1996 – West Palm Beach, Floryda, USA – West Palm Beach Amphitheatre
47. 16 sierpnia 1996 – Atlanta, Georgia, USA – Lakewood Amphitheatre
48. 17 sierpnia 1996 – Antioch, Tennessee, USA – Starwood Amphitheatre
49. 18 sierpnia 1996 – Lampe, Missouri, USA – Black Oak Mountain
50. 19 sierpnia 1996 – Little Rock, Arkansas, USA – Barton Coliseum
51. 20 sierpnia 1996 – Oklahoma City, Oklahoma, USA – Oklahoma City Zoo and Botanical Garden
52. 21 sierpnia 1996 – Bonner Springs, Kansas, USA – Sandstone Amphitheater
53. 23 sierpnia 1996 – Greenwood Village, Kolorado, USA – Fiddler’s Green Amphitheatre
54. 24 sierpnia 1996 – Ogden, Utah, USA – Wolf Mountain
55. 26 sierpnia 1996 – Phoenix, Arizona, USA – Desert Sky Pavillion
56. 27 sierpnia 1996 – San Diego, Kalifornia, USA – SDSU Open Air Theatre
57. 29 sierpnia 1996 – Irvine, Kalifornia, USA – Irvine Meadows
58. 30 sierpnia 1996 – Sacramento, Kalifornia, USA – California State Fair
59. 31 sierpnia 1996 – Mountain View, Kalifornia, USA – Shoreline Amphitheatre
60. 2 września 1996 – George, Waszyngton, USA – The Gorge Amphitheatre
61. 3 września 1996 – Vancouver, Kanada – GM Place
62. 5 września 1996 – Calgary, Kanada – Olympic Saddledome
63. 6 września 1996 – Edmonton, Kanada – Edmonton Coliseum
64. 7 września 1996 – Saskatoon, Kanada – Saskatchewan Place
65. 9 września 1996 – Winnipeg, Kanada – Winnipeg Arena
66. 11 września 1996 – Sudbury, Kanada – Sudbury Arena
67. 13 września 1996 – Montreal, Kanada – Molson Centre
68. 14 września 1996 – Ottawa, Kanada – Corel Centre
69. 15 września 1996 – Quebec, Kanada – Colisée Pepsi
70. 17 września 1996 – Saint John, Kanada – Harbour Station
71. 19 września 1996 – Halifax, Kanada – Halifax Metro Centre
72. 20 września 1996 – Moncton, Kanada – Moncton Coliseum
73. 5 października 1996 – Oslo, Norwegia – Sentrum Scene
74. 7 października 1996 – Sztokholm, Szwecja – Cirkus
75. 8 października 1996 – Kopenhaga, Dania – K.B.Hallen
76. 10 października 1996 – Hamburg, Niemcy – Grosse Freiheit
77. 11 października 1996 – Berlin, Niemcy – Tempodrom
78. 12 października 1996 – Hanower, Niemcy – Hannover Music Hall
79. 14 października 1996 – Budapeszt, Węgry – Budapest Sports Hall
80. 15 października 1996 – Żylina, Słowacja – Žilina Sports Hall
81. 16 października 1996 – Praga, Czechy – Praha Sports Hall
82. 19 października 1996 – Kolonia, Niemcy – E-Werk
83. 20 października 1996 – Paryż, Francja – Le Zénith
84. 22 października 1996 – Neu-Isenburg, Niemcy – Hugenottenhalle
85. 23 października 1996 – Stuttgart, Niemcy – Messe Congressentrum
86. 24 października 1996 – Genewa, Szwajcaria – SEG Geneva Arena
87. 26 października 1996 – San Sebastián, Hiszpania – Polideportivo
88. 27 października 1996 – Barcelona, Hiszpania – Zeleste
89. 28 października 1996 – Madryt, Hiszpania – Riviera
90. 30 października 1996 – Lizbona, Portugalia – Cascais Hall
91. 3 listopada 1996 – Innsbruck, Austria – Olympiahalle
92. 4 listopada 1996 – Wiedeń, Austria – Kurhalle
93. 5 listopada 1996 – Monachium, Niemcy – Circus Krone
94. 7 listopada 1996 – Mediolan, Włochy – Palalido
95. 8 listopada 1996 – Zurych, Szwajcaria – Hallenstadion
96. 10 listopada 1996 – Luksemburg, Luksemburg – Petánge Centre Sportiff
97. 11 listopada 1996 – Leuven, Belgia – Brabanthall
98. 14 listopada 1996 – Sheffield, Anglia – FlyDSA Arena
99. 15 listopada 1996 – Birmingham, Anglia – Birmingham National Exhibition Centre
100. 18 listopada 1996 – Belfast, Irlandia Północna – Kings Hall
101. 20 listopada 1996 – Dublin, Irlandia – The Point Theatre
102. 22 listopada 1996 – Manchester, Anglia – Manchester Arena
103. 23 listopada 1996 – Newcastle, Anglia – Newcastle Arena
104. 24 listopada 1996 – Glasgow, Szkocja – Glasgow Scottish Exhibiton and Conference Centre
105. 26 listopada 1996 – Londyn, Anglia – Wembley Arena
106. 27 listopada 1996 – Londyn, Anglia – Wembley Arena
107. 28 listopada 1996 – Exeter, Anglia – University of Exeter
108. 29 listopada 1996 – Cardiff, Walia – Cardiff International Arena
109. 30 listopada 1996 – Bournemouth, Anglia – Bournemouth International Centre
110. 1 grudnia 1996 – Brighton, Anglia – Brighton Centre
111. 5 grudnia 1996 – Johannesburg, Afryka Południowa – Johannesburg Stadium
112. 7 grudnia 1996 – Durban, Afryka Południowa – Kings Park Stadium
113. 10 grudnia 1996 – Kapsztad, Afryka Południowa – Green Point Stadium
114. 2 kwietnia 1997 – Monterrey, Meksyk – Auditorio Coca-Cola
115. 4 kwietnia 1997 – Meksyk, Meksyk – Palacio de los Deportes
116. 6 kwietnia 1997 – Gwatemala, Gwatemala – Plaza des Toros
117. 8 kwietnia 1997 – San Salvador, Salwador – Estadio Nacional Adolfo Pineda
118. 10 kwietnia 1997 – Panama, Panama – Entrada de Albrook
119. 12 kwietnia 1997 – Bogota, Kolumbia – Parque Simon Bolivár
120. 15 kwietnia 1997 – Quito, Ekwador – Ruminahui Coliseum
121. 19 kwietnia 1997 – Buenos Aires, Argentyna – Teatro Gran Rex
122. 20 kwietnia 1997 – Buenos Aires, Argentyna – Dr. Jekyll Pub
123. 22 kwietnia 1997 – Rio de Janeiro, Brazylia – Metropolitan
124. 23 kwietnia 1997 – São Paulo, Brazylia – Olympia
125. 27 kwietnia 1997 – San Juan, Portoryko – Anfiteatro Luiz Muñoz Martin